# UltraViolet

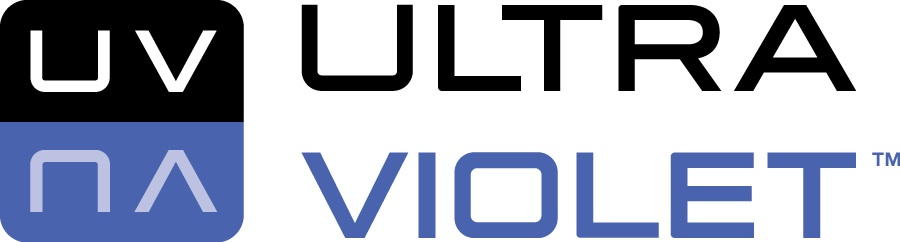
Logo von UltraViolet

UltraViolet, auch Digital UltraViolet, war ein von 2011 bis Juli 2019 bestehender Cloud-basierter Videorechte-Locker (zentrales Rechte- und Lizenzschließfach), der Daten über den Nutzer speichert und es ermöglicht, die Rechte für Video-Inhalte zu verwalten. Diese digitale Rechteverwaltung für Filme und Fernsehshows gehört zum Konsortium Digital Entertainment Content Ecosystem (DECE) mit Sitz in Pleasanton in den Vereinigten Staaten. Der Dienst wurde zum 31. Juli 2019 eingestellt.

## Geschichte
Der DECE sind rund 80 Unternehmen der Hollywood-Filmbranche, der Unterhaltungselektronik, Netzwerk-Hosting-Anbieter, Einzelhändler, Internetsysteme und Anbieter von Sicherheitssoftware angeschlossen. Sie wurde im September 2008 durch Sony Pictures Entertainment (SPE) gegründet, um einen neuen Standard für digitale Inhalte als Alternative zu iTunes von Apple aufzubauen. Anfang 2009 unterstützte besonders auch Microsoft im Rahmen der DECE die Standardisierung eines Videocontainerformats. Dem Konsortium gehören nicht die US-Unternehmen Apple, Disney und Google an.
Nach der Einführung 2011 in den USA und weiteren Staaten wurden im November 2013 die ersten Artikel auch in Deutschland, Österreich und der Schweiz angeboten. Ende 2013 gab es im deutschsprachigen Raum (D-A-CH) rund 40 Titel mit UltraViolet-Option und 80.000 Registrierungen. Bis Mai 2015 stieg die Zahl auf 275.000 Käufer von rund 300 verfügbaren Titeln auf Blu-ray oder DVD mit UltraViolet und bis zu eine Million Registrierungen.
Im Februar 2019 wurde die Einstellung des Dienstes zum 31. Juli 2019 angekündigt; seit dem 1. August 2019 steht er nicht mehr zur Verfügung.
Für den Nachfolger der Bluray, UltraHD Bluray, soll die Norm Digital Bridge den Käufern eines Films nach der Registrierung erlauben, eine Kopie des Films auf ein mobiles Gerät oder einen Player zu überspielen (Bit-by-bit-Kopie ohne Kompression). Zudem gibt es die Speichermöglichkeit des Films auf eine Festplatte ausschließlich für den registrierten Nutzer.

## Funktionsweise
UltraViolet ermöglichte den Konsumenten, lizenzierte Videoinhalte auf verschiedene Plattformen und Geräten zu übertragen (Streaming) oder herunterzuladen (Download). Es erlaubte bis zu fünf weiteren Personen den Zugang zu ihrer Bibliothek von maximal zwölf verschiedene Geräten aus und mit bis zu drei gleichzeitigen Streams.
Die Konsumenten konnten ein kostenloses UltraViolet-Konto erstellen, indem sie sich bei einem der teilnehmenden Diensteanbieter oder über die offizielle UltraViolet-Website registrieren ließen. Nur die Rechteverwaltung und Lizenzierung erfolgt über das Konto zur UltraViolet-Bibliothek.
Filme und Fernsehserien auf den physischen Datenträgern Blu-ray und DVD sind teilweise mit dem UltraViolet-Logo versehen. Anbieter sind unter anderem auch Streamingdienste oder Video-on-Demand-Anbieter. Käufer konnten den Inhalt zu ihrer digitalen UV-Bibliothek in der Cloud (Filehosting) hinzufügen. Die Dateien werden allerdings nicht von dem Nutzer gespeichert und erlauben auch keine Vervielfältigung.
Die Inhalte in der Cloud stellten die Kooperationspartner und Dienstleister zur Verfügung und waren somit auch für die Speicherung der Inhalte in der Cloud und für die Bandbreite bei der Übertragung verantwortlich. Die Zugriffskontrolle und Verwendung der Daten erfolgte nur in dem von den jeweiligen Rechteinhabern definierten Rahmen (Lizenz), und es erfolgte ein Datenabgleich mit dem UltraViolet-Konto.
Die Inhalte konnten mittels einer speziellen Software oder App von zu Hause oder unterwegs auf Computern, Fernsehgeräten, Tablets oder Smartphones mit Internetzugang abgerufen werden.

## Einschränkungen
UltraViolet war weltweit nur in 13 Staaten verfügbar: Australien, Belgien, Deutschland, Frankreich, Großbritannien, Irland, Kanada, Luxemburg, Neuseeland, Niederlande, Österreich, Schweiz und in den USA.
Filme ließen sich mit der Möglichkeit zur UltraViolet-Registrierung in der Regel nur über bestimmte Geräte, Websites oder Apps – z. B. die Flixster-App oder Smart-TVs mit VUDU-Zugang – streamen und herunterladen. Ob Filme nur als Onlinestream oder auch zum Download verfügbar sind, entschied das jeweilige Filmstudio oder der jeweilige Online- oder Einzelhändler.
Die Wiedergabe von Filmen und Fernsehserien war kostenlos, allerdings in der Videoauflösung eingeschränkt (854 × 640 Pixel). Für die Wiedergabe im HD-Format waren in der Regel Zusatzkosten fällig. Die Einlösung der zwölfstelligen Codes zur Registrierung bei UltraViolet war nach dem Kauf eines Datenträgers (Blu-ray, DVD) in der Regel bei den meisten Anbietern nur innerhalb von 24 Monaten möglich.
Es waren nur aktuelle Filme der US-Filmstudios Warner Bros. Entertainment, Twentieth Century Fox Home Entertainment, Universal Pictures und Sony Pictures Home Entertainment für UltraViolet registrierbar. Filme der Walt Disney Motion Pictures Group gehörten nicht dazu.
Bereits erworbene Datenträger (Blu-Ray, DVD) ohne UltraViolet-Logo konnten nicht nachträglich registriert werden.

## Streaming-Dienste für UltraViolet
Flixster von Time Warner wurde als Streaming-Dienst unterstützt und war in 13 Staaten für UltraViolet-Inhalte zugelassen. Der Betrieb wurde jedoch außerhalb der USA zum 31. Oktober 2019 eingestellt.
Der Dienst VUDU des Einzelhändlers Walmart ist nur in den Vereinigten Staaten verfügbar. CinemaNow nur in den Vereinigten Staaten, Kanada und Großbritannien. blinkbox des Telekommunikationsunternehmens TalkTalk Group nur in Großbritannien, Cineplex Entertainment nur in Kanada und der Unterhaltungselektronikanbieter JB Hi-Fi nur in Australien und Neuseeland.

## Hardware
Zwei mobile Blu-ray-Player des Herstellers Samsung (BD-ES6500 und BD-ES6000) konnten die eingelegten Blu-Ray- oder DVD-Filme automatisch in die UltraViolet-Cloud hochladen und so verfügbar machen.

## Jugendschutz
Minderjährige benötigten die Zustimmung eines Elternteils bzw. Erziehungsberechtigten, um Zugang zur UltraViolet-Bibliothek zu erhalten.
Alle Benutzerkonten für Kinder unter 13 Jahren wurden im August 2014 entfernt.

## Datenschutz
In den Richtlinien zum UltraViolet musste sich der Konsument damit einverstanden erklären, dass die Nutzung von Cookies zum Zwecke der Werbung auch Drittanbietern zur Verfügung gestellt werden. Die Nutzung der Inhalte wurde ermittelt durch Cookies, Zählpixel (Tracking Pixel) und andere Technologien zur Logdateianalyse und mit Daten zusammengefasst, die auf anderen Seiten und Onlinediensten gesammelt wurden.

## Verbreitung
UltraViolet sollte 2012 weltweit über insgesamt 750.000 aktivierte Nutzerkonten verfügen.
Zu den Konkurrenten von UltraViolet sind die reinen Streamingdienstanbieter zu sehen, die ohne Registrierung von physischen Datenträgern oder deren Erwerb auskommen, z. B. Amazon Video, iTunes, maxdome und Netflix.